# Galebevægelsen
Galebevægelsen er en dansk græsrodsbevægelse, der er modstandere af den danske psykiatri.
Bevægelsen blev startet i 1979, af patienter, pårørende og behandlere inden for psykiatrien, der var gale over den måde man blev behandlet på af psykiatrien og samfundet. I dag arbejder foreningen for forbud mod tvangsbehandling af psykiatriske patienter, lovsikret ret til medicinfri hjælp, påvisning og forbyggelse mod lidelsesskabende faktoreri samfundet og en afprivatisering af psykiske lidelser og problemer. Foreningen består af flere lokalforeninger i København, Vestjylland, Hillerød og Region Syddanmark, sidstnævnte stillede op til regionrådsvalget i 2005, men fik ingen mandater.